# Eslida
Eslida (en valencien et en castillan) est une commune d'Espagne de la province de Castellón dans la Communauté valencienne. Elle est située dans la comarque de Plana Baixa et dans la zone à prédominance linguistique valencienne.

## Patrimoine

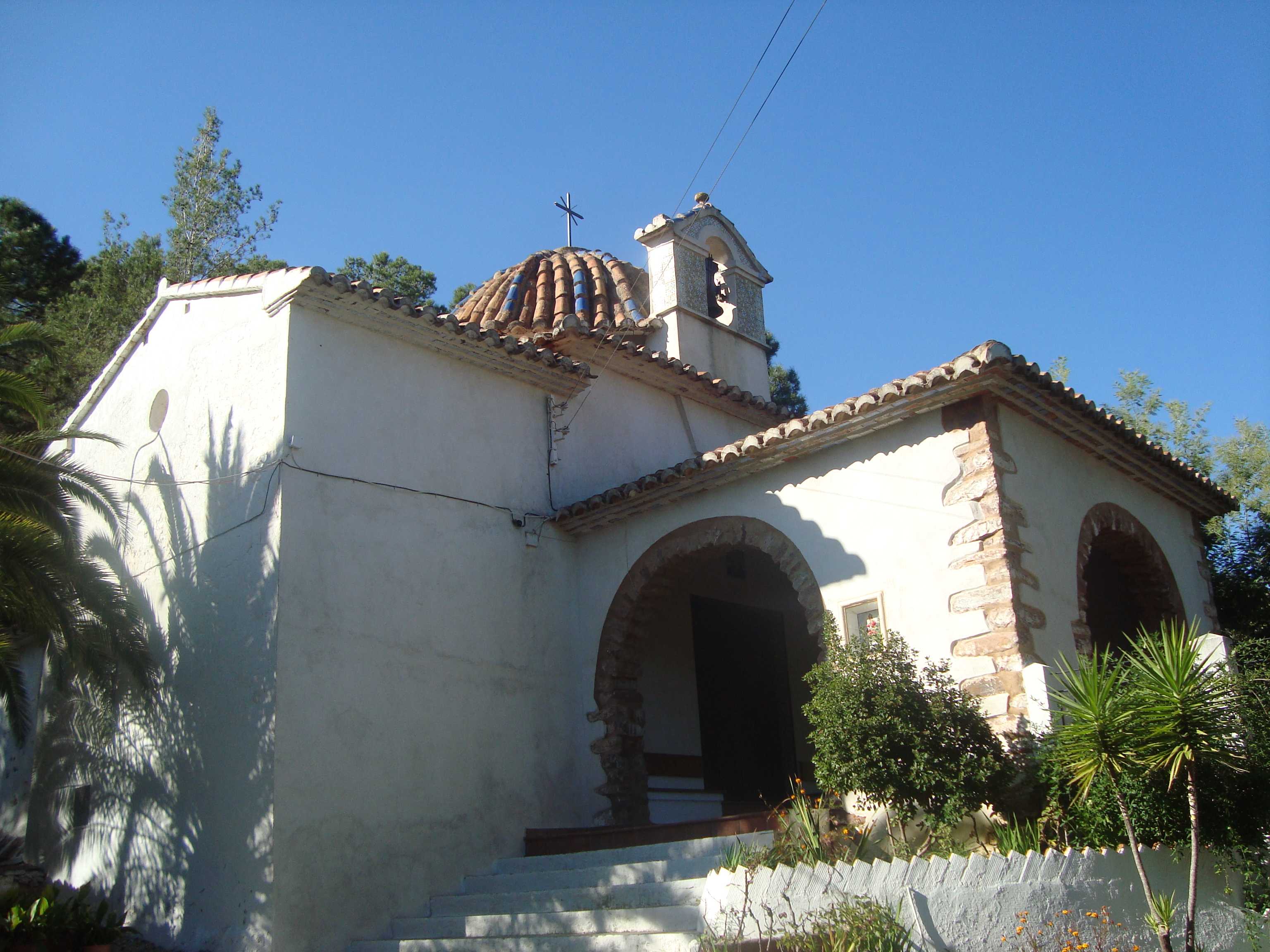
Ermitage del Cristo del Calvario (Eslida)

### Lien externe

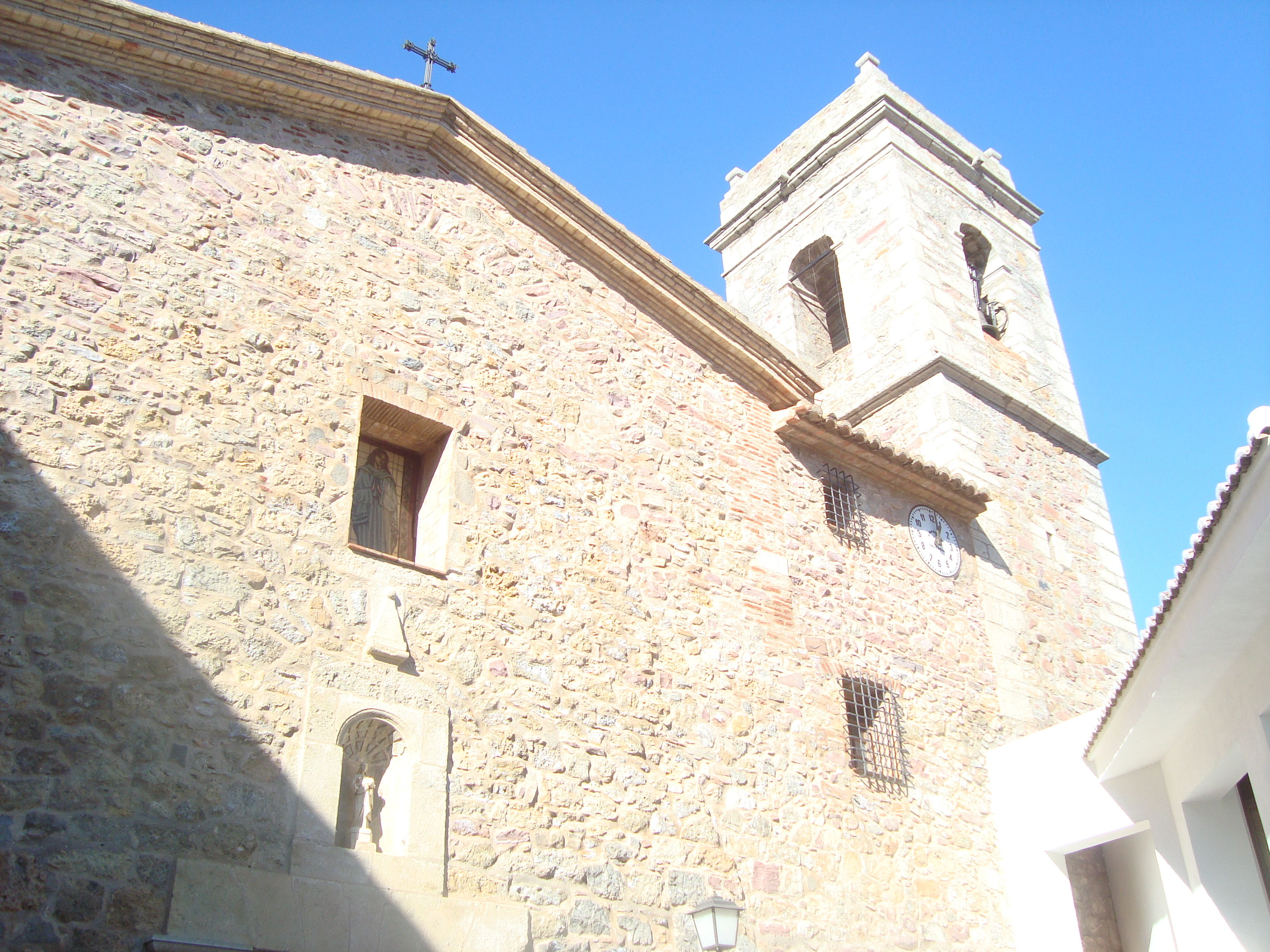
Église de El Salvador (Eslida)

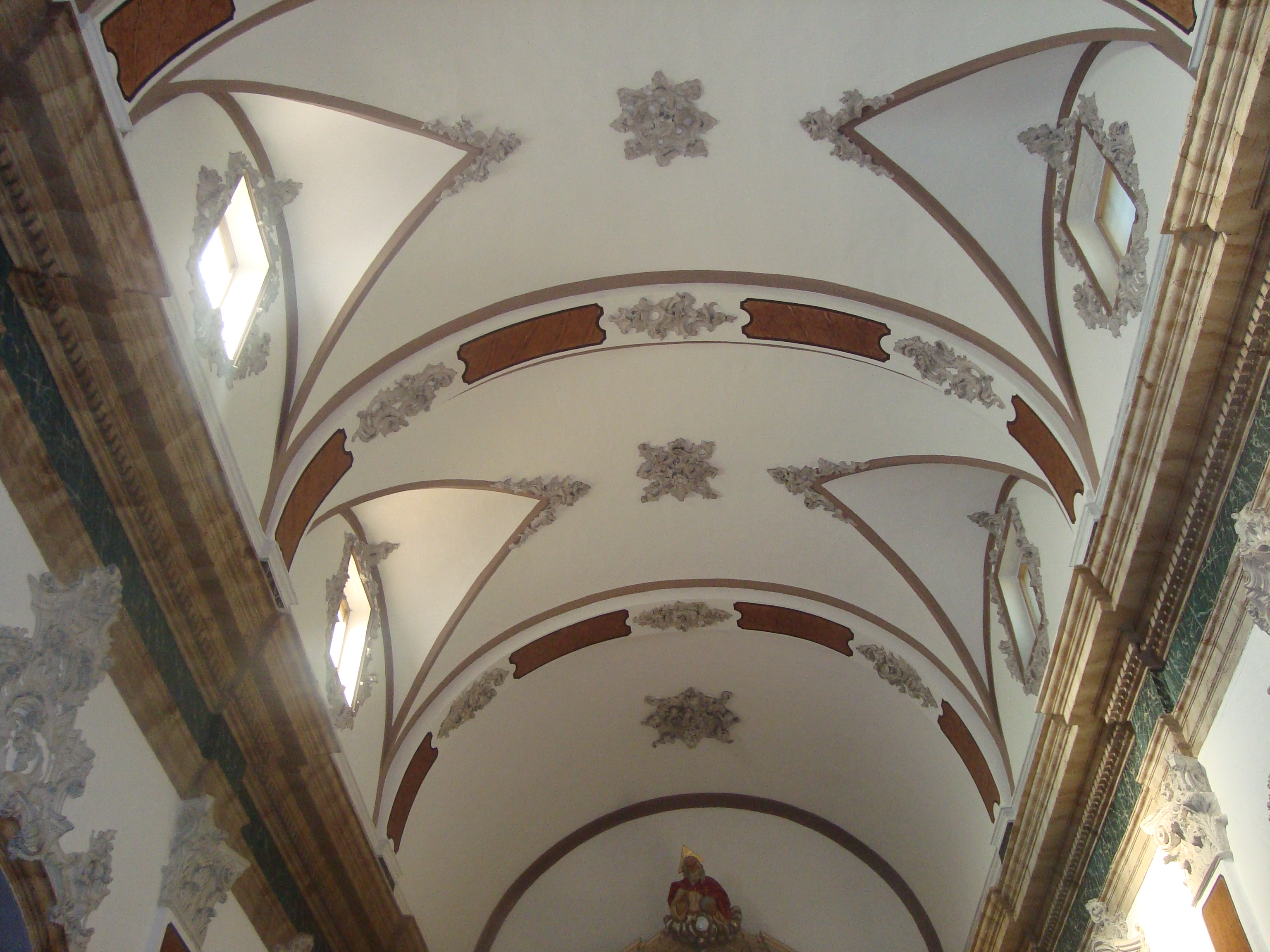
Église de El Salvador (Eslida)

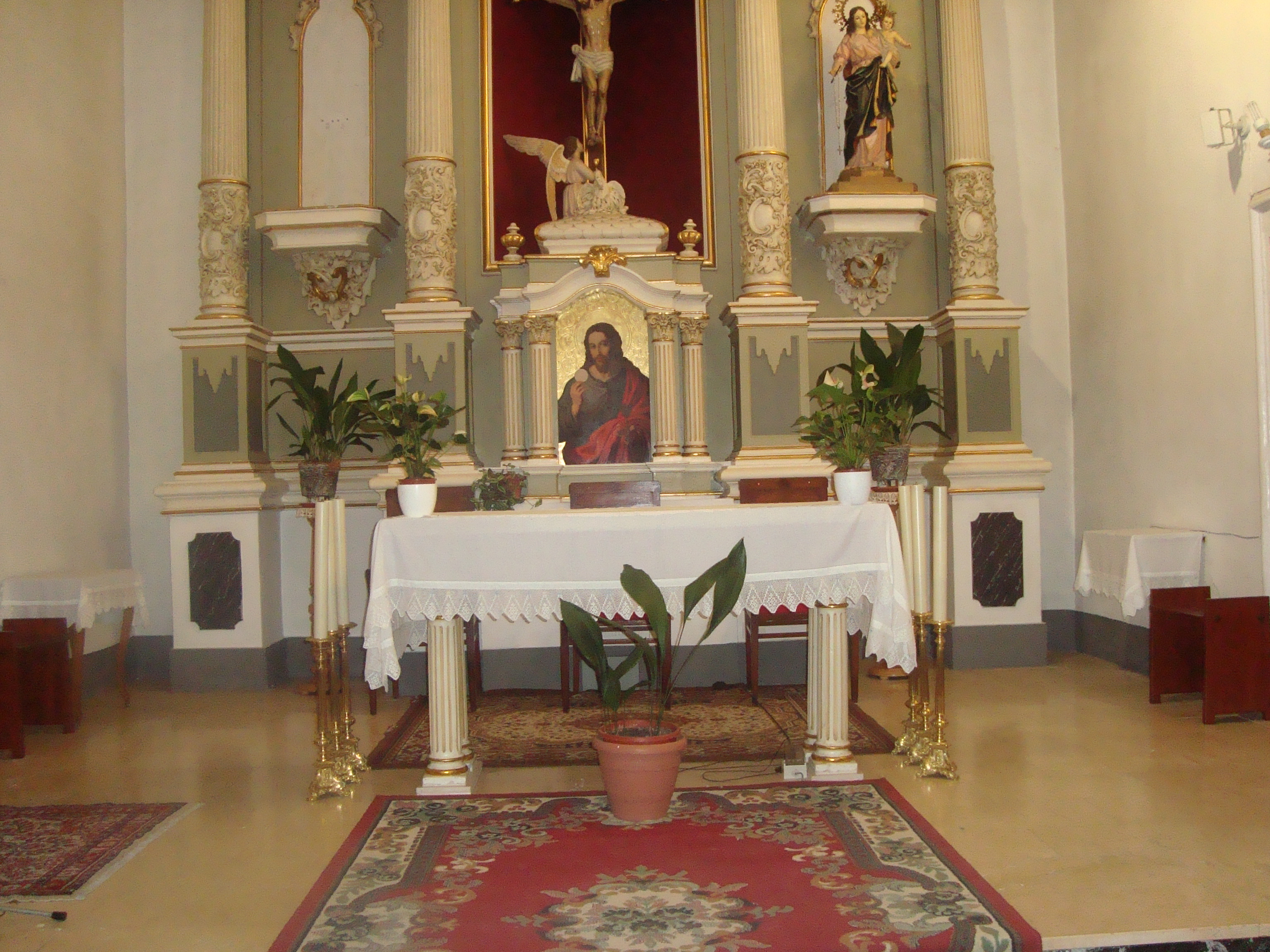
Église de El Salvador (Eslida)

## Géographie

Localisation d'Eslida
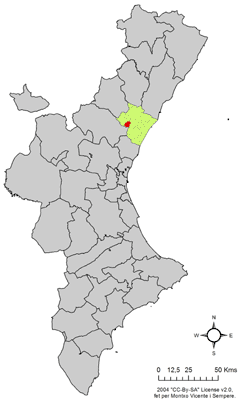
dans la Communauté valencienne.
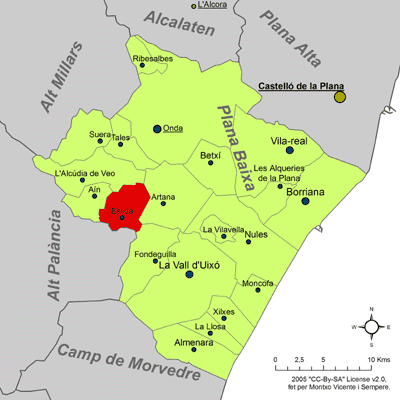
dans la comarque de Plana Baixa.